# Campionat del Món de Trial 1998
|  | Per al campionat del món en pista coberta d'aquell any, vegeu Campionat del Món de Trial indoor 1998 |

La temporada de 1998 del Campionat del Món de trial fou la 24a edició d'aquest campionat, organitzat per la FIM. El calendari oficial constava de 18 proves puntuables, celebrades entre el 28 de març i el 16 d'agost.
Dougie Lampkin va guanyar amb la Beta de forma incontestable el segon dels seus set títols mundials consecutius. L'anglès va guanyar quinze de les divuit proves puntuables i només en va deixar dues per a Marc Colomer, subcampió, i una per a Kenichi Kuroyama, tercer classificat. En aquestes tres proves, Lampkin fou segon. Un altre anglès, Graham Jarvis, va acabar el mundial en quarta posició amb la Scorpa, davant de Takahisa Fujinami i David Cobos.
Aquella temporada va debutar al mundial a setze anys, amb una Gas Gas, Adam Raga, qui pocs anys després esdevingué un dels grans d'aquest esport i acumulà un total de sis títols mundials (dos a l'aire lliure i quatre d'indoor).

## Sistema de puntuació
Barem de puntuació a partir de 1984:
| Posició | 1  | 2  | 3  | 4  | 5  | 6  | 7 | 8 | 9 | 10 | 11 | 12 | 13 | 14 | 15 |
| Punts   | 20 | 17 | 15 | 13 | 11 | 10 | 9 | 8 | 7 | 6  | 5  | 4  | 3  | 2  | 1  |

## Calendari
| Ronda | Data        | Gran Premi    | Lloc            | Guanyador        |
| ----- | ----------- | ------------- | --------------- | ---------------- |
| 1     | 28 de març  | Espanya       | Silleda         | Dougie Lampkin   |
| 2     | 29 de març  | Espanya       | Silleda         | Dougie Lampkin   |
| 3     | 18 d'abril  | Gran Bretanya | Hawkstone Park  | Dougie Lampkin   |
| 4     | 19 d'abril  | Gran Bretanya | Hawkstone Park  | Dougie Lampkin   |
| 5     | 25 d'abril  | San Marino    | Borgo Maggiore  | Dougie Lampkin   |
| 6     | 26 d'abril  | San Marino    | Borgo Maggiore  | Dougie Lampkin   |
| 7     | 23 de maig  | Txèquia       | Nepomuk         | Marc Colomer     |
| 8     | 24 de maig  | Txèquia       | Nepomuk         | Dougie Lampkin   |
| 9     | 30 de maig  | Alemanya      | Kiefersfelden   | Kenichi Kuroyama |
| 10    | 31 de maig  | Alemanya      | Kiefersfelden   | Dougie Lampkin   |
| 11    | 27 de juny  | França        | Virieu-le-Grand | Dougie Lampkin   |
| 12    | 28 de juny  | França        | Virieu-le-Grand | Dougie Lampkin   |
| 13    | 4 de juliol | Andorra       | La Rabassa      | Dougie Lampkin   |
| 14    | 5 de juliol | Andorra       | La Rabassa      | Dougie Lampkin   |
| 15    | 8 d'agost   | Finlàndia     | Kirkkonummi     | Dougie Lampkin   |
| 16    | 9 d'agost   | Finlàndia     | Kirkkonummi     | Dougie Lampkin   |
| 17    | 15 d'agost  | Noruega       | Hvervenbukta    | Marc Colomer     |
| 18    | 16 d'agost  | Noruega       | Hvervenbukta    | Dougie Lampkin   |

1. ↑  A Baviera

## Classificació final
| Posició | Pilot               | Motocicleta    | Punts |
| ------- | ------------------- | -------------- | ----- |
| 1       | Dougie Lampkin      | Beta           | 351   |
| 2       | Marc Colomer        | Montesa        | 264   |
| 3       | Kenichi Kuroyama    | Beta           | 220   |
| 4       | Graham Jarvis       | Scorpa         | 210   |
| 5       | Takahisa Fujinami   | Honda          | 209   |
| 6       | David Cobos         | Gas Gas        | 179   |
| 7       | Steve Colley        | Gas Gas        | 159   |
| 8       | Amós Bilbao         | Gas Gas        | 144   |
| 9       | Bruno Camozzi       | Gas Gas        | 133   |
| 10      | Marcel Justribó     | Gas Gas        | 102   |
|         |                     |                |       |
| 13      | Marc Freixa         | Gas Gas        | 52    |
| 14      | Albert Cabestany    | Beta           | 50    |
| 15      | Jordi Pascuet       | Montesa        | 46    |
| 16      | José Manuel Alcaraz | Montesa        | 37    |
| 17      | Marc Catllà         | Gas Gas        | 10    |
|         |                     |                |       |
| 22      | Sergi León          | Montesa        | 3     |
| 23      | Gabriel Reyes       | Scorpa/Montesa | 2     |
|         |                     |                |       |
| 27      | Joan Pons           | Gas Gas        | 2     |
|         |                     |                |       |
| 29      | Adam Raga           | Gas Gas        | 1     |